# Soera De Dichters
Soera De Dichters is een soera van de Koran.
De soera is vernoemd naar de dichters in aya 224. Zij luisteren naar de djinns. Naast enkele vertellingen over de profeten Musa, Ibrahim, Nuh, Hud, Salih, Lut en Shu'aib wordt ook uitgebreid ingegaan op de openbaring van de Koran aan Mohammed in het Arabisch.

## Bijzonderheden
Ayat 197 en 224 t/m 227 zouden zijn geopenbaard in Medina.
Dichters waren in Mohammeds tijd journalisten die als zodanig de publieke opinie konden beïnvloeden. De meesten waren tegenstanders van hem. Mohammed zag zichzelf daarom ook niet als een dichter, maar ervoer dit zelfs als negatief als hij zo genoemd werd.
Deze soera wordt op de 15de dag van de maand sha'aban uitgesproken. In deze nacht zou God de lotsbestemmingen voor het komende jaar vastleggen voor eenieder.

## Inhoud
Ayat 10-68 gaan over Musa. Hij en Harun worden naar de farao gestuurd met als vraag de Israëlieten uit Egypte te laten vertrekken. Als teken gooit Musa zijn staf op de grond die in een slang verandert. Daarnaast haalt hij zijn hand uit zijn kraag die wit is geworden. De farao laat magiërs uit heel het land komen. Ook zij zorgen ervoor dat hun staf in een slang verandert, maar de slang van Musa eet de andere slangen op. De magiërs bekeren zich vervolgens tot de God van Musa en Harun. De farao dreigt hen hiervoor te kruisigen. Bij de uittocht uit Egypte komt Musa bij een zee waar hij niet langs kan. De farao en zijn volgelingen zitten de Israëlieten op de hielen. Musa slaat met zijn staf op het water waarna de zee wordt opengespleten en er een pad ontstaat zodat de Israëlieten kunnen oversteken. De Israëlieten weten te ontsnappen, maar de farao en zijn volgelingen verdrinken.
Ayat 69-104 gaan over Ibrahim. Hij voert twistgesprekken met zijn vader en volksgenoten die afgoden aanbidden. Hij vraagt of de beelden kunnen horen en of ze iemand kunnen helpen of schade kunnen toebrengen. De mensen antwoorden dat ze dat niet kunnen, maar ze aanbidden de beelden omdat ze hun voorvaders dit ook zagen doen.
Ayat 105-121 gaan over Nuh. Hij roept de mensen op hem te gehoorzamen en Allah te vrezen. De mensen luisteren niet en dreigen hem te stenigen. De mensen die niet de ark van Nuh zijn binnengegaan verdrinken.
Ayat 123-139 gaan over Hud die naar het volk 'Ad is gestuurd. Hij heeft dezelfde boodschap als Nuh. Het volk wordt vernietigd omdat ze niet luisteren.
Ayat 141-158 gaan over Salih die naar het volk Thamoed is gestuurd. Hij wijst naar een kameel en zegt dat de mensen zullen worden gestraft als de kameel iets wordt aangedaan. Ze doden de kameel en worden gestraft.
Ayat 160-174 gaan over Lut. Hij wijst de mensen in zijn stad terecht die homoseksualiteit bedrijven. Allah straft de mensen door het zwavel te laten regenen. Alleen Luts familie weet te ontkomen, behalve zijn vrouw die omkomt.
Ayat 176-190 gaan over Shu'aib die naar Midjan is gestuurd. Hij beveelt mensen hem te gehoorzamen en Allah te vrezen. De mensen beschuldigen hem ervan behekst te zijn. Ze dagen hem uit om stukjes uit de lucht op hen te laten vallen als hij de waarheid spreekt. Er komt vervolgens een wolk die hen ombrengt.